# Bill Travers
William „Bill“ Linden-Travers MBE (* 3. Januar 1922 in Newcastle-upon-Tyne; † 29. März 1994 in Dorking, Surrey) war ein britischer Theater- und Filmschauspieler, Fernsehproduzent, Drehbuchautor und Regisseur sowie engagierter Tierschützer. Er war einer der Initiatoren der bekannten Tierrechtsorganisation „Born Free Foundation“.

## Leben

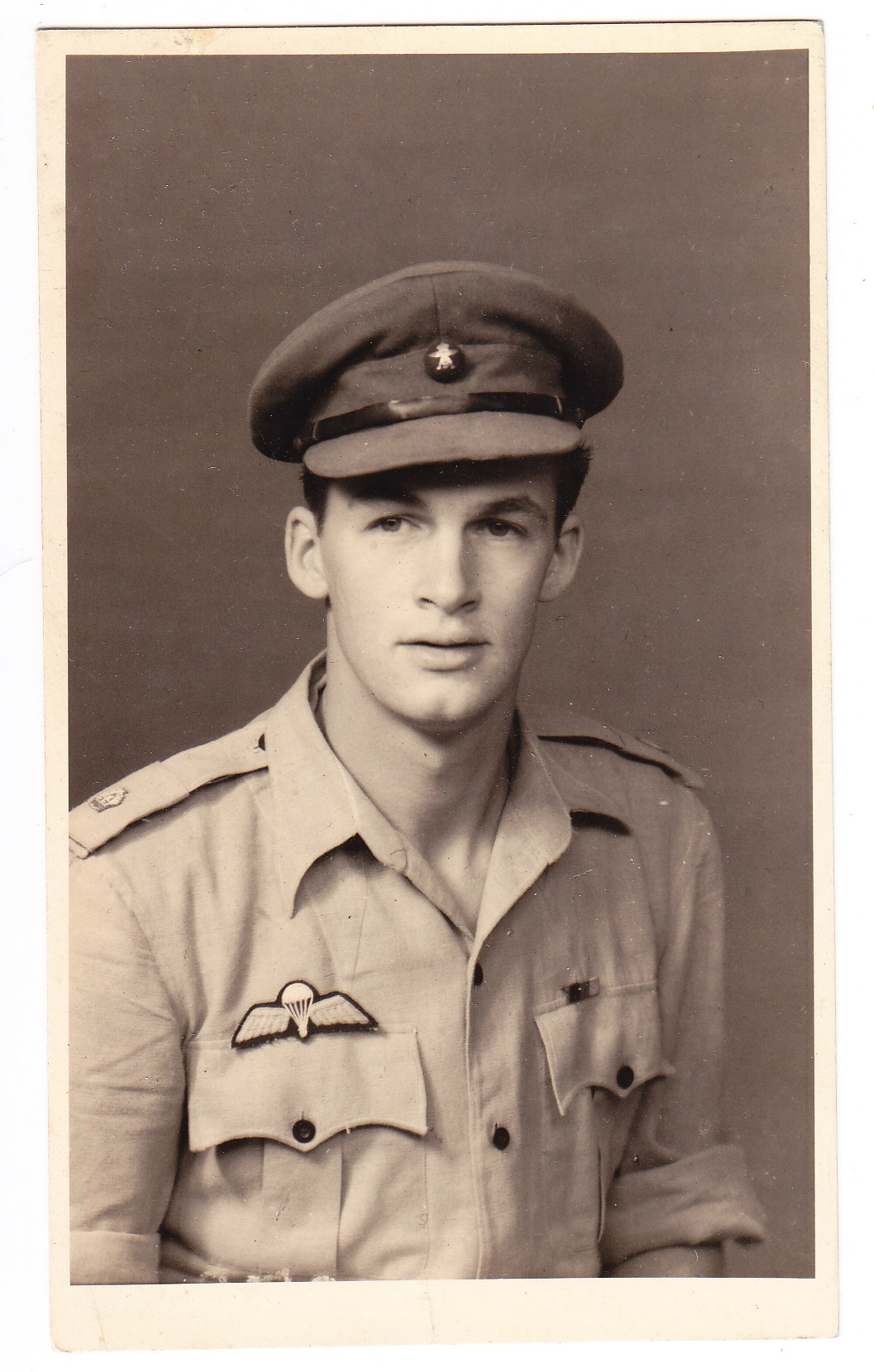
Major Travers 1945

Travers wurde in eine Theaterfamilie hineingeboren. Sein Vater, William Halton Lindon-Travers, war der Chef eines Theaters und seine Mutter war Florence Wheately. Außerdem war er der jüngere Bruder der bekannten Schauspielerin Linden Travers. Als junger Mann schloss er sich der Gurkha-Armee in Fernost an, mit der in Indien und Burma stationiert und in Malaysia an Guerrilla-Aktionen der Force 136 der Special Operations Executive gegen die Japaner beteiligt war. Als er 1947 aus der Armee entlassen wurde, befand er sich im Rang eines Majors. Insgesamt diente er sechs Jahre.
Seine erste kleine Filmrolle hatte er 1949, danach folgten zunächst weitere kleinere Filmrollen in Großbritannien, bevor er 1955 seine berühmteste Rolle als Patrick Taylor in dem Film Knotenpunkt Bhowari spielte. Er hat in über 40 Filmen mitgewirkt, war auch als Schauspieler sowie Drehbuchautor, Produzent und Regisseur für das Fernsehen tätig. Hier vor allem für Tierdokumentationen. Da zeichnete sich schon seine Leidenschaft für das Thema Tierschutz ab. Sein Broadway-Debüt gab er 1960 in der Komödie A cook for Mr. General und war seitdem auch am Broadway häufig tätig. Zu den bekanntesten Schauspielern, mit denen er zumeist in britischen Filmen spielte, zählten Ava Gardner, Laurence Harvey, Stewart Granger, John Gielgud, Jean Simmons, Margaret Rutherford und Peter Sellers.

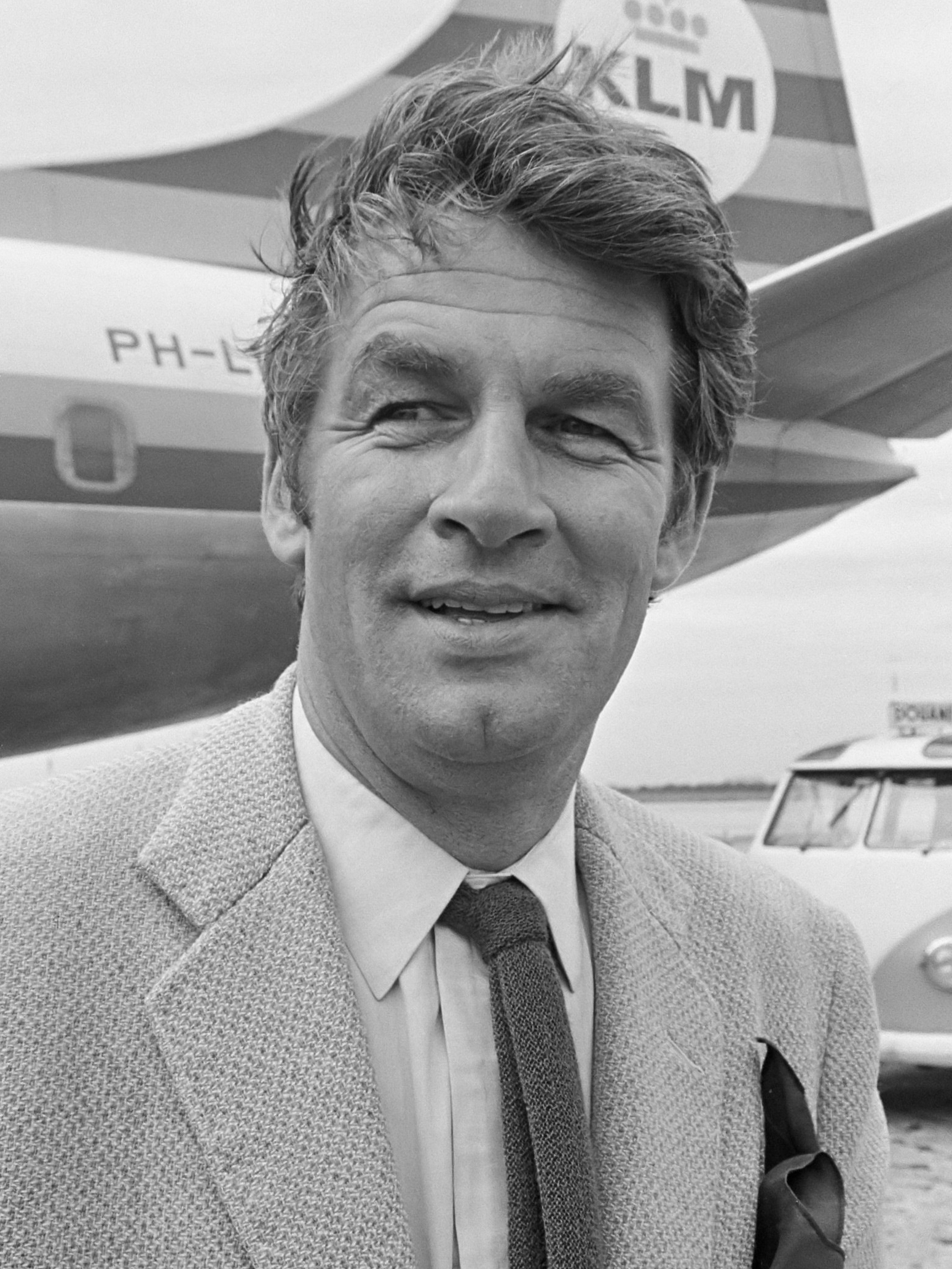
Bill Travers (1966)

Als Tierschützer verschrieb er sich vor allem für den Kampf um Wildtiere, seine Leidenschaft waren die Löwen. So kritisierte er Zoos, da dort Wildtiere nicht artgerecht leben könnten. Die letzten drei Jahre seines Lebens reiste er durch Europa, um illegale und schlecht geführte Klein- und Privatzoos zu finden und zu filmen, für eine Dokumentation, die er plante. Mit seiner Frau war er auch in der von ihm 1984 begründeten, kleinen Tierrechtsorganisation „Born Free Foundation“ leidenschaftlich engagiert. Nach dem Film Frei geboren – Königin der Wildnis (1965) trat er nur noch gelegentlich in Fernsehserien und einzelnen Filmen auf, stattdessen widmete er sich hauptsächlich dem Tierschutz.
Ab 1957 war er mit der Schauspielerin Virginia McKenna verheiratet und Vater von vier Kindern. Travers starb 1994 im Alter von 72 Jahren.

## Filmografie (Auswahl)
- 1950: So ist das Leben (Trio)
- 1951: Konflikt des Herzens (The Browning Version)
- 1952: Robin Hood und seine tollkühnen Gesellen (The Story of Robin Hood and His Merrie Men)
- 1952: Weiße Frau im Dschungel (The Planter's Wife)
- 1953: Jim, der letzte Sieger (The Square Ring)
- 1953: Mörder unter weißer Maske (Counterspy)
- 1954: Romeo und Julia (Romeo and Juliet)
- 1955: Zwischen Haß und Liebe (Footsteps in the Fog)
- 1956: Knotenpunkt Bhowani (Bhowani Junction)
- 1957: Hongkong war ihr Schicksal (The Seventh Sin)
- 1957: Die kleinste Schau der Welt (The Smallest Show on Earth)
- 1959: Gorgo
- 1959: Ein Schotte auf Brautschau (The Bridal Path)
- 1960: Etappenhengste (Invasion Quartet)
- 1960: Der grüne Sturzhelm (The Green Helmet)
- 1963: Lora Doone (Fernsehserie, 11 Folgen)
- 1965: Duell in Diablo (Duel at Diablo)
- 1965: Frei geboren – Königin der Wildnis (Born Free)
- 1969: Onkel Bobs Hütte (An Elephant Called Slowly)
- 1969: Mein Freund, der Otter (A Ring of Bright Water)
- 1971: Rum-Boulevard (Boulevard du rhum)
- 1973: Der Fuchs von Belstone (The Belstone Fox)
- 1976: Christian der Löwe (Christian the Lion)
- 1984: The First Olympics: Athens 1896 (Fernseh-Miniserie, 2 Folgen)
- 1992: Lovejoy (Fernsehserie, 2 Folgen)